# Sandviken, Korsnäs
Sandviken är en kustnära sjö strax norr om Molpe i landskapet Österbotten.